# Heftalité
Heftalité (baktrijsky ηβοδαλο, Ebodalo), zejména ve východořímských zdrojích zvaní rovněž Bílí Hunové, byl kmenový svaz v oblasti Střední Asie existující zhruba od 5. do 8. století našeho letopočtu. Mocensky byly významní zejména od roku 450, kdy porazili Kidarity, do roku 560, kdy je porazily spojené síly Západoturkutského kaganátu a Sásánovské říše. Poté už tvořili jen suzerénní správní celky v oblasti Tocharistánu, přičemž ty severně od Amudarji byly podřízeny Západoturkutskému kaganátu a ty na jih od Amudarji byly podřízeny Sásánovské říši.

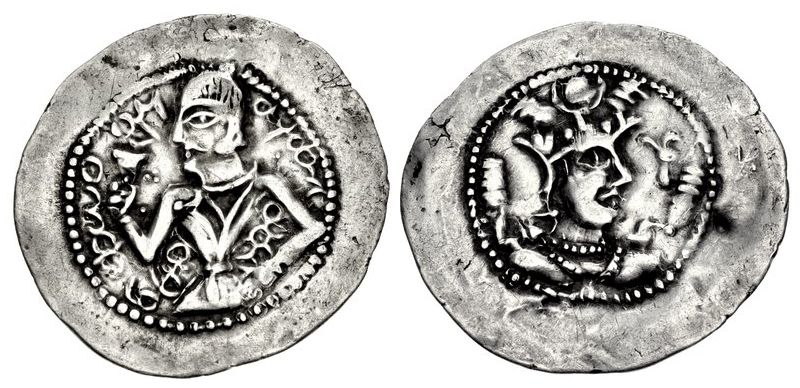
Heftalitské mince z konce 5. století

Jádrem heftalitského prostoru byla Baktrie, odkud se Heftalité šířili na východ do Tarimské pánve, na západ do oblasti Sogdiany a na jih. Jejich hlavními sídly byly Kundúz a Balch.
Hlavním jazykem Heftalitů byla baktrijština, ale na jejich území se mluvilo rovněž sogdsky, prákrtem a dalšími jazyky, zejména turkickými nářečími.